# Igor Lewitin

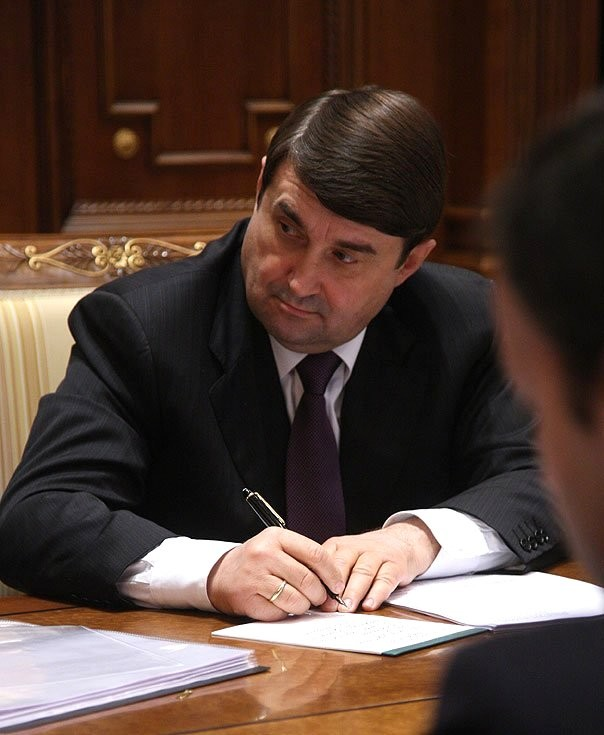
Igor Lewitin (2010)

Igor Jewgienjewicz Lewitin (ros. Игорь Евгеньевич Левитин; ur. 21 lutego 1952 roku w Cebrykowym w obwodzie odeskim w Ukraińskiej Socjalistycznej Republice Radzieckiej) – radziecki i rosyjski wojskowy oraz polityk, od 2004 roku minister transportu Federacji Rosyjskiej, kandydat nauk ekonomicznych.

## Życiorys
W 1970 roku rozpoczął służbę w siłach zbrojnych ZSRR. W 1973 roku ukończył szkołę wojsk kolejowych w Leningradzie, a w 1983 roku Wojskową Akademię Tyłów i Transportu w Leningradzie ze specjalnością inżynier transportu kolejowego. W latach 1973–1994 służył w wojskach kolejowych ZSRR i Federacji Rosyjskiej. W latach 1996–2004 pracował w przedsiębiorstwie Siewierstaltrans jako zastępca dyrektora firmy. W 2004 roku mianowany ministrem transportu Federacji Rosyjskiej.
10 kwietnia 2010 roku, po katastrofie polskiego Tu-154 w Smoleńsku, Igor Lewitin udał się do Smoleńska na polecenie prezydenta Federacji Rosyjskiej Dmitrija Miedwiediewa wraz z rosyjskim ministrem ds. sytuacji nadzwyczajnych gen. Siergiejem Szojgu i pierwszym zastępcą Prokuratora Generalnego Aleksandrem Bastrykinem, po czym tego samego dnia, decyzją premiera Rosji Władimira Putina, wszedł w skład specjalnej rosyjskiej komisji rządowej do zbadania przyczyn katastrofy.
9 października 2010 roku został jednym z czterech kandydatów na stanowisko mera Moskwy.